# Repiquage (botanique)
Pour les articles homonymes, voir Repiquage (homonymie).

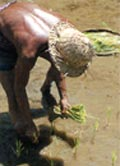
Repiquage de jeunes plants de riz

Dans l'agriculture et le jardinage, un repiquage, appelé aussi transplantation ou replantation est une technique qui consiste à déplanter un végétal (appelé en cette circonstance transplant) et à le replanter dans un autre substrat de culture ou un autre endroit. Le plus souvent, il s'agit d'un jeune semis cultivé dans des conditions optimales, comme dans une serre ou une pépinière, qui est replanté dans un contenant (terrine, bac, en couche, pot rigide ou souple : godet, plateau alvéolé, motte) ou en pleine terre. 

## Technique

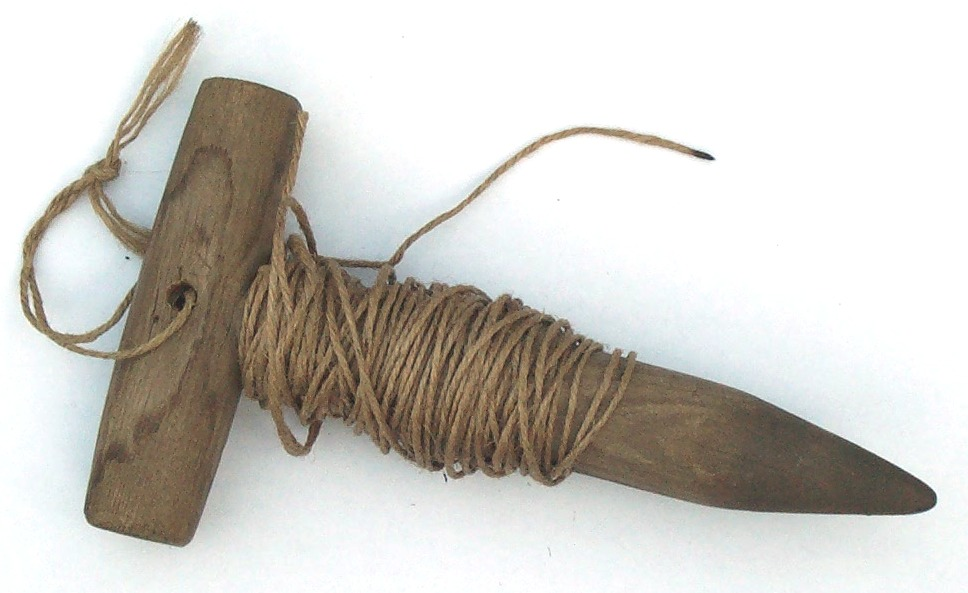
Plantoir cordeau servant aussi de repiquoir

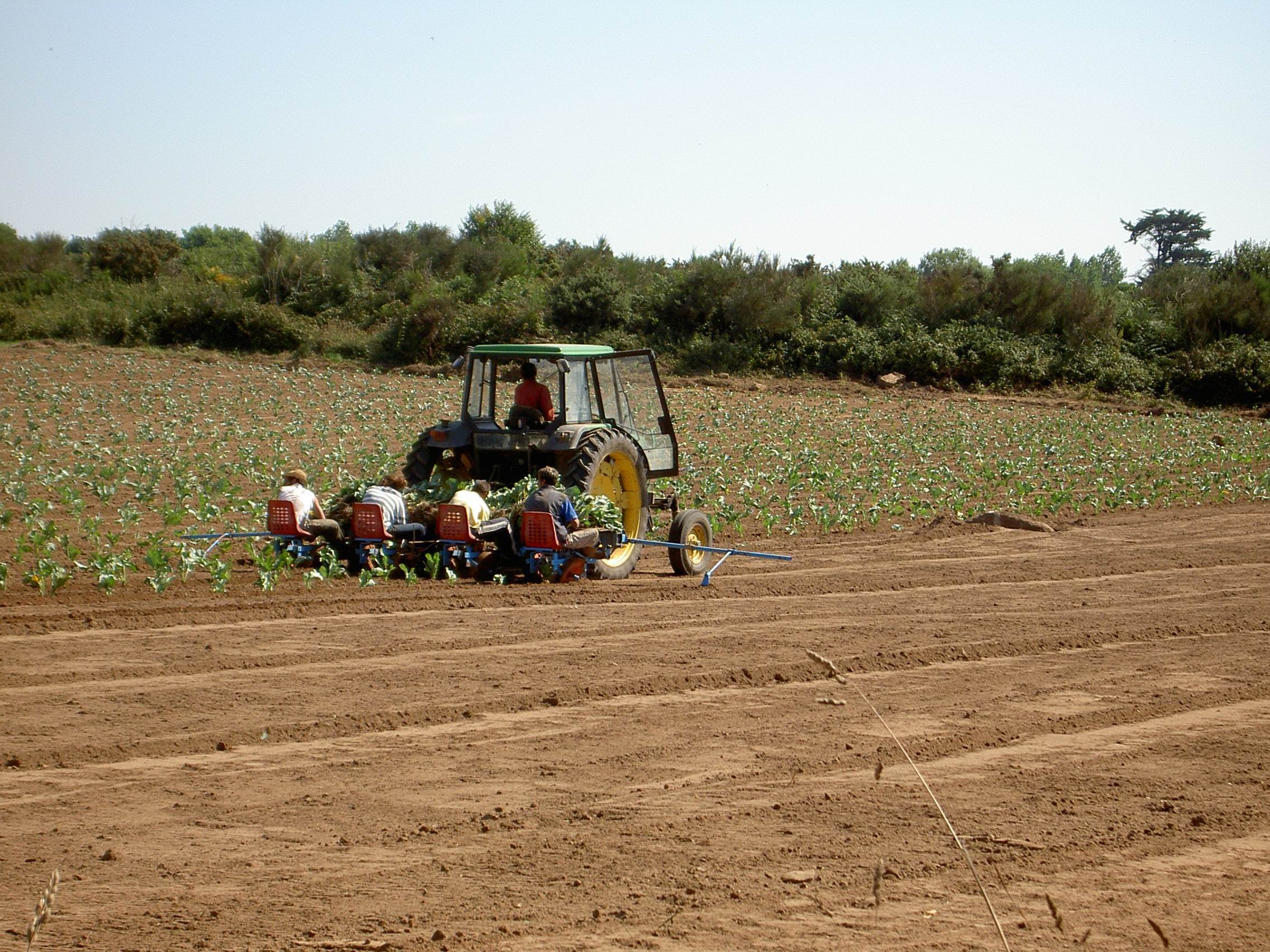
Repiqueuse d'artichauts enracinés en mottes

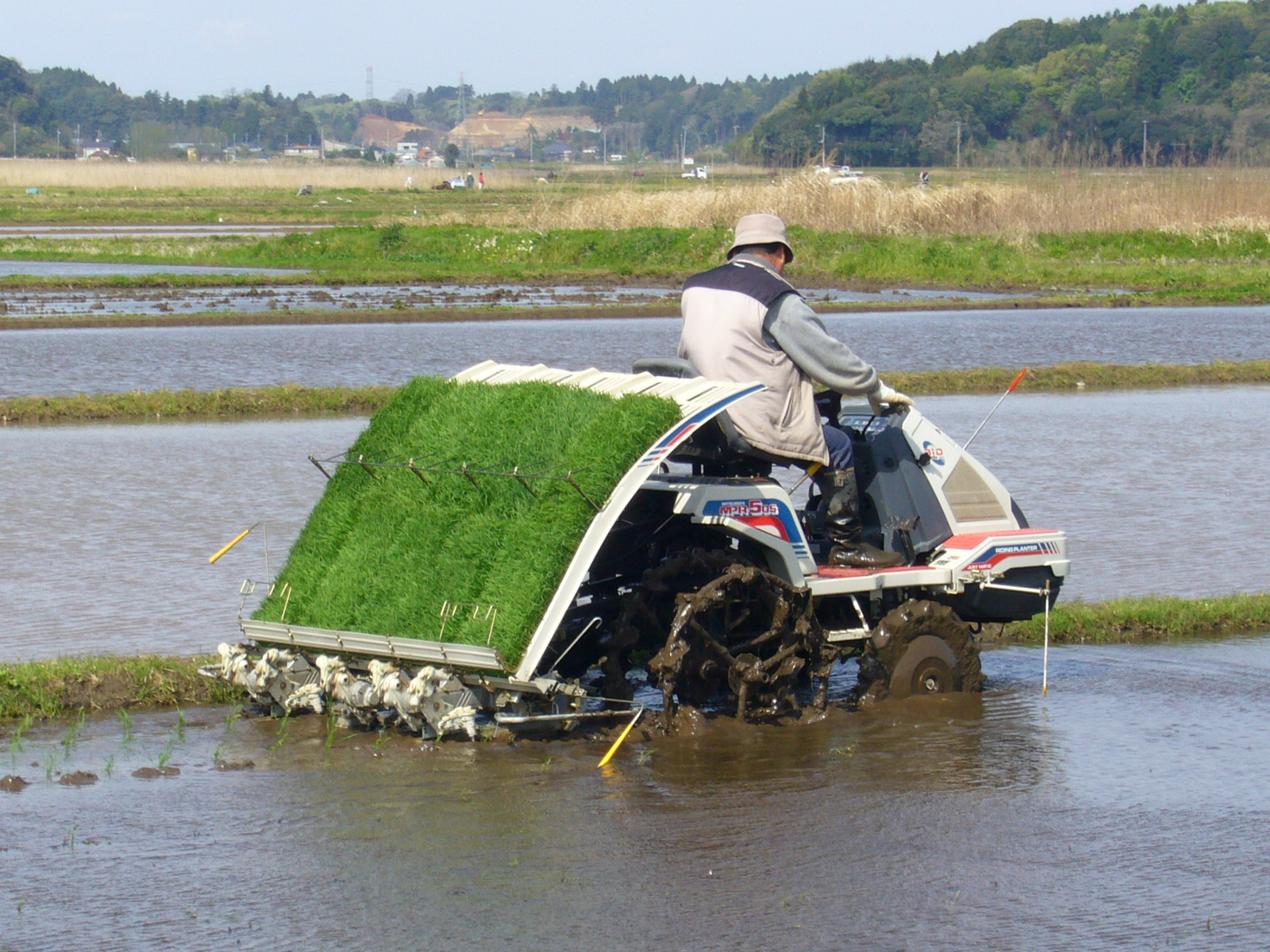
Repiquage mécanique du riz en culture inondée, Japon, 2007.

Après le prélèvement de plantules à racines nues ou en mottes et qui présente deux ou trois véritables feuilles, le repiquage peut être manuel (à la main, avec un repiquoir, une houe, un transplantoir, etc.) ou mécanisé (planteuses-repiqueuses, dites aussi repiqueuses par exemple pour la culture de tomates, betteraves, riz, tabac, etc.). Les divers modèles de repiqueuses peuvent se classer selon leur dispositif de distribution : à pinces ou à disques souples.
On distingue : 
- selon la profondeur à laquelle est enterrée le collet :
  - le repiquage flottant, dit aussi collet flottant : base du plant non enterrée pour éviter la pourriture du collet (fraisiers, artichauts, laitues, betteraves)
  - le repiquage assez profond, dit aussi collet à terre  : plant enterré jusqu'à la base des 2 premières feuilles, le collet à ras de terre (majorité des plantes)

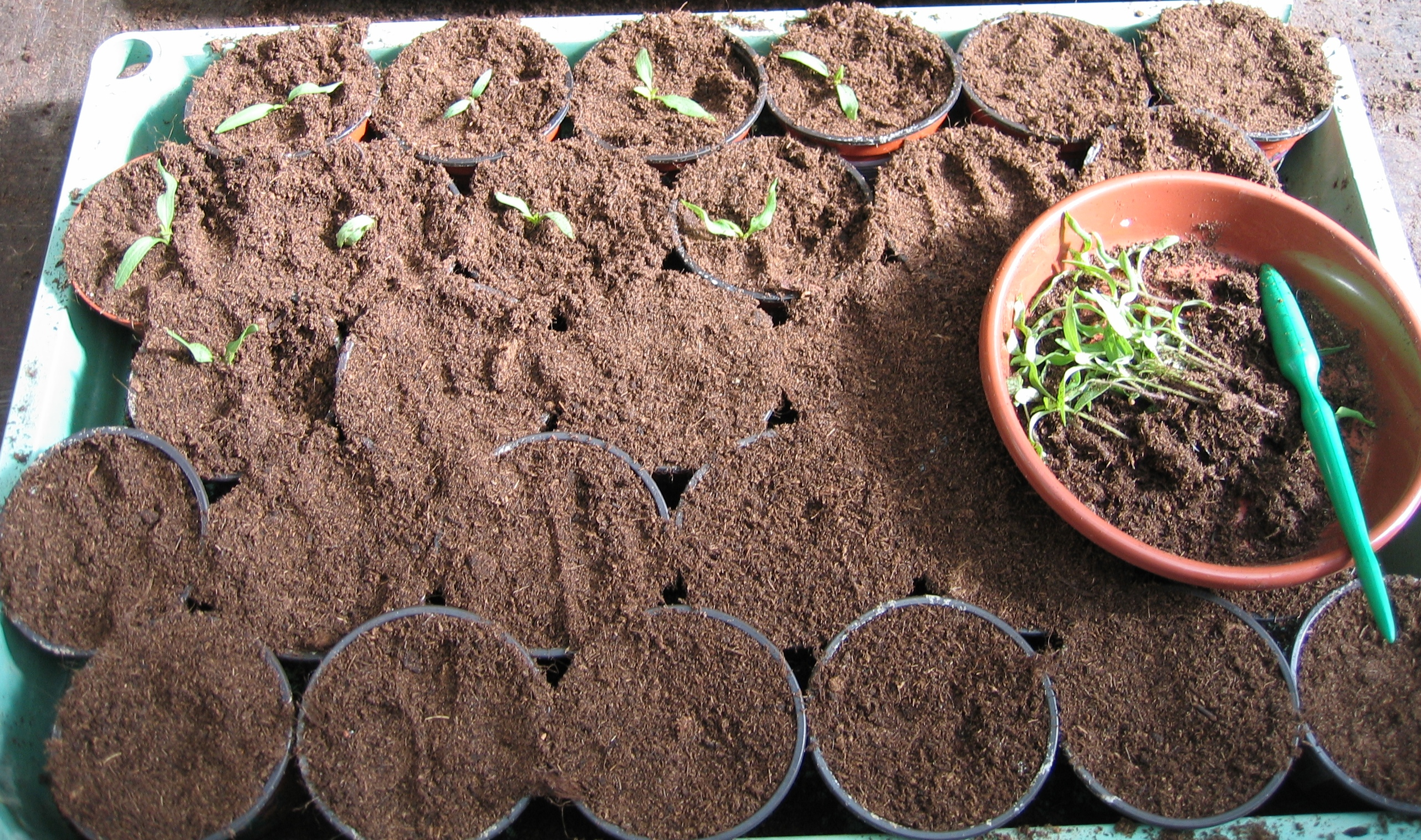
Repiquage de tomates en godets

  - Repiquage de tomates en godetsle repiquage profond, dit aussi collet enterré : plant enterré avec le collet et ses premières feuilles (aubergine, piment, poireau, tomate, poivron)

- selon l'enracinement :
  - racines nues
  - racines en mottes

## Applications
Le repiquage a de nombreuses applications, y compris :
- étendre la période de végétation en commençant par faire pousser le plant à l'intérieur, avant que les conditions extérieures ne deviennent favorables ;
- développer l'espace vital des plants qui, par manque de place lorsqu'ils sont cultivés dans des godets, terrines ou caissettes, peuvent dépérir ou engendrer des maladies ou des attaques parasitaires
- protéger les jeunes plants contre les maladies et les ravageurs jusqu'à ce qu'ils soient suffisamment résistants ;
- éviter les accidents de germination en repiquant des plantules au lieu de l'ensemencement direct.
- augmenter la vigueur des plantes en forçant les racines à se ramifier.

## Conditions de repiquage
Certaines espèces et variétés réagissent différemment au repiquage. Pour certaines, il n'est pas recommandé car il risque de tuer la plante (radis, carotte). La principale préoccupation est d'éviter le choc de transplantation dû au stress ou aux blessures reçues par le plant. Les plantes cultivées dans des conditions protégées ont généralement besoin d'une période d'acclimatation, connu sous le nom d'aoûtement pour les plantes ligneuses. Le stade de croissance au cours duquel le repiquage a lieu, les conditions météorologiques et le traitement immédiatement après la transplantation sont d'autres facteurs importants.

### Sources
- (en) Cet article est partiellement ou en totalité issu de l’article de Wikipédia en anglais intitulé « Transplanting » (voir la liste des auteurs).